# Chorthippus yersini
Chorthippus yersini är en insektsart som beskrevs av Carl Otto Harz 1975. Chorthippus yersini ingår i släktet Chorthippus och familjen gräshoppor. Inga underarter finns listade i Catalogue of Life.